# Pieds nus dans la jungle des studios
Pour plus de détails, voir Fiche technique et Distribution.
Pieds nus dans la jungle des studios (The Barefoot Executive) est un téléfilm américain de Susan Seidelman sorti en 1995 remake du film Un singulier directeur (The Barefoot Executive, 1971).

## Synopsis
Un jeune coursier fait la connaissance d'un chimpanzé aux pouvoirs mystérieux.

## Fiche technique
- Titre original : The Barefoot Executive
- Titre français : Un singulier directeur
- Réalisation : Susan Seidelman
- Scénario : Tracy Newman, Lila Garrett, Joseph L. McEveety d'après une histoire de Lila Garrett, Bernie Kahn et Stewart C. Billett
- Musique : Philip Giffin
- Société de production : Walt Disney Television
- Société de distribution : Disney Channel
- Pays d'origine : États-Unis
- Format : Couleurs - 1,75:1 - Mono - 35 mm
- Durée : 96 minutes
- Date de sortie : 1995

## Distribution
- Eddie Albert : Herbert Gower
- Michael Marich : Wayne
- Monica Allison : Jane
- Chris Elliott : Jase Wallenberg
- Terri Ivens : Lisa
- Nathan Anderson : Danny
- Ellia English : Gwen
- Brian Thomas Evans : David
- Kyle Gass : Joe
- Kathy Griffin : Mary
- Ann Magnuson

## Origine et production
Ce téléfilm est l'un des nombreux remakes réalisés par Walt Disney Television au milieu des années 1990.